# Mesero
Mesero település Olaszországban, Lombardia régióban, Milánó megyében. Lakosainak száma 4229 fő (2023. január 1.). Mesero Bernate Ticino, Inveruno, Ossona, Cuggiono és Marcallo con Casone községekkel határos.

## Népesség
A település lakossága az elmúlt években az alábbi módon változott:
| Lakosok száma | 4065 | 4159 | 4163 | 4229 |
|               | 2013 | 2017 | 2018 | 2023 |